# ブタクサ

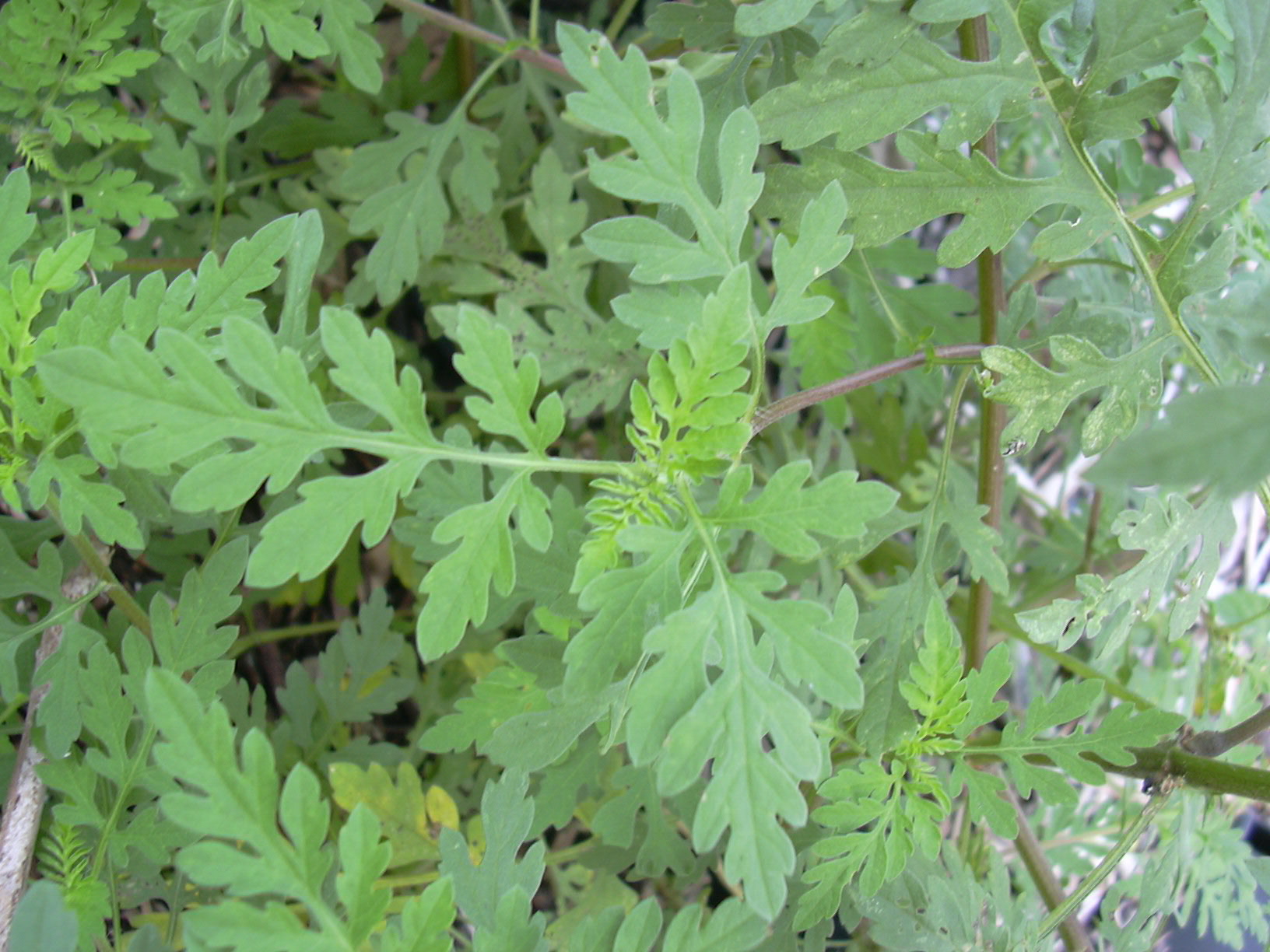
ブタクサの葉

ブタクサ（豚草、学名：Ambrosia artemisiifolia）は、キク科ブタクサ属の一年草。北米原産で、アフリカ以外の世界各地に帰化分布する。花粉症の主因としても知られる。和名は英語の俗名 "Hog-Weed"（豚の草）の直訳に由来する。Rag-Weedとも呼ばれる。中国名は、豚草（別名：豬草、瘤果菊、艾葉瘤果菊）。

## 分布
北アメリカ原産。
南アメリカ、ヨーロッパ、アジア、オーストラリアの広い範囲に外来種として移入分布している。日本では、明治初期（1880年）に渡来した帰化植物として入り、昭和初期ごろに定着化。現在では害草化して全国の道端や河原などに分布する。

## 特徴
一年生の草本。雌雄同株の風媒花。高さは30 - 120センチメートル (cm) 。ふつう、全体に軟毛がある。葉は下方では対生し、上方では互生する。細く切れ込んだ2回羽状複葉が多いが、切れ込み方が浅いものもある。葉の質はやわらかく、裂片の先はあまり尖らない。
開花時期は夏から秋（7 - 9月頃）。頭状花（頭花）。雄花は、約2 - 3ミリメートル (mm) の黄色い小花が複数集まった房が細長く連なり、その下に雌花が数個咲く。雄の頭花の総苞片は合着して皿形となり、その中に12 - 16個の筒状花を入れ、雄蕊が5個で離生する。雌の頭花は1つの花からなり、雌蕊以外は退化し、花柱だけが総苞の外に伸び出す。
果実は総苞に包まれて偽果となり、長さ3 - 5 mm、中心に長いくちばし状の突起と、その周辺にこぶ状の突起がある。
同属のオオブタクサ (A. trifida) は草丈がブタクサより高く、300 cmにも達する。また、葉は掌状で3 - 5裂の切れ込みがあり、葉の形がクワに似ていることから、クワモドキとも呼ばれる。
花粉症の原因として知られる。日本国内ではスギやヒノキの花粉症が問題視される以前、1960年代後半からアレルゲンとして注目されてきた。秋の花粉症では代表的なアレルゲンであり、アメリカでは全人口の5 - 15%がブタクサ花粉症との統計がある。
外来生物法によって要注意外来生物に指定されている。